# Diocesi di Giufi Salaria
La diocesi di Giufi Salaria (in latino Dioecesis Giufitana Salariensis) è una sede soppressa e sede titolare della Chiesa cattolica.

## Storia
Giufi Salaria, nei pressi di Sebkha-El-Coursia nell'odierna Tunisia, è un'antica sede episcopale della provincia romana dell'Africa Proconsolare, suffraganea dell'arcidiocesi di Cartagine.
Sono solo due i vescovi documentati di Giufi Salaria. Il cattolico Procolo intervenne alla conferenza di Cartagine del 411, che vide riuniti assieme i vescovi cattolici e donatisti dell'Africa romana; in quell'occasione la sede non aveva vescovi donatisti. Bennato partecipò al concilio cartaginese antimonotelita del 646.
Dal 1933 Giufi Salaria è annoverata tra le sedi vescovili titolari della Chiesa cattolica; dal 7 dicembre 2009 il vescovo titolare è Herman Willebrordus Woorts, vescovo ausiliare di Utrecht.

## Cronotassi

### Vescovi
- Procolo † (menzionato nel 411)
- Bennato † (menzionato nel 646)

### Vescovi titolari
- Nicholas D'Antonio Salza, O.F.M. † (19 aprile 1966 - 1º agosto 2009 deceduto)
- Herman Willebrordus Woorts, dal 7 dicembre 2009